# Договор о Датской Вест-Индии
Догово́р о Да́тской Вест-И́ндии (англ. Treaty of the Danish West Indies) или, официально, Конве́нция между Соединёнными Шта́тами и Да́нией о це́ссии Да́тской Вест-И́ндии (англ. Convention between the United States and Denmark for cession of the Danish West Indies) была подписана 4 августа 1916 года, в обмен на сумму в 25 миллионов долларов США золотом (около 674 млн долларов США в 2025 году). Это одно из последних расширений территории США.

## История

### Предыстория
С XVII века датчане владели Сент-Томасом и Сент-Джоном, а в 1733 году ими был куплен у французов Санта-Крус. На 1750—1850-е годы пришёлся расцвет колонии. Прежде всего этому способствовал благоприятный климат, позволявший производить большое количество рома и сахара при использовании рабского труда. Однако ко второй половине данного периода производство сахара переживало тяжёлые времена, что было связано с появлением сахарной свеклы и экономическим кризисом, который вспыхнул в Европе в 1820-х годах и сильно ударил по производству сахара в колонии. Стоит отметить, что в 1792 году в колонии была запрещена работорговля, а в 1848 году рабство было отменено вообще. Однако условия жизни чёрного населения после этого не улучшились — белые всё так же контролировали землю и торговлю в колонии.
В ходе переговоров в Вене, происходивших после австро-датской-прусской войны, датчане пытались обменять Южную Ютландию, которая должна была отойти к Пруссии, на датские колонии, Исландию и Вест-Индийские острова, однако прусское правительство островами не заинтересовалось.
К концу Гражданской войны в США американцы предприняли попытку купить острова у датчан — им требовалась военно-морская база в Карибском море. 24 октября 1867 года датский парламент ратифицировал договор, согласно которому острова Сент-Томас и Сент-Джон отходили США за 7 500 000 долларов. Тем не менее Сенат США со своей стороны не ратифицировал договор, опасаясь стихийных бедствий, которые могли обрушиться на острова, а также из-за откровенной вражды с президентом Эндрю Джонсоном.
Переговоры о продаже островов возобновились в 1899 году. 24 января 1902 года американское правительство подписало договор о покупке-продаже островов за 5 000 000 долларов. Фолькетинг, одна из палат датского парламента, одобрила договор, но Ландстиг, верхняя палата парламента, законопроект не одобрил. В частности, консервативная партия Хойре отказалась поддержать продажу островов на том основании, что на местном уровне не был проведён референдум по данному вопросу, местному населению не предоставлялось американского гражданства или освобождения от таможенных пошлин на экспорт сахара в США.

### Переговоры 1915—1916 годов
В 1915 году в Копенгаген прибыл один из лидеров бывших рабов — Дэвид Гамильтон Джексон, который попытался привлечь внимание правительства к экономическим проблемам островов. После его визита большая часть депутатов Фолькетинга пришли к выводу о том, что датское господство на островах подходит к концу. Начавшаяся в августе 1914 года Первая мировая война в корне изменила ситуацию: развязывание Германской империей неограниченной подводной войны привело к резкому ухудшению отношений между ней и США. Правительство последних также опасались, что немцы могут вторгнуться в Данию и без проблем захватить датские колонии в Карибском море и установить контроль над Панамским каналом. Для американцев, строго придерживавшихся доктрины Монро, это было неприемлемо.
Датское правительство было убеждено, что острова следует продать американцам ради обеспечения безопасности как жителей колонии, так и метрополии и до вступления США в войну, дабы датский нейтралитет не был нарушен. В мае 1915 года министр иностранных дел Дании Эрик Скавениус сообщил американскому правительству, что он не возражает против передачи островов, но официальное предложение о покупке датчане сделать не готовы.
29 октября 1915 года государственный секретарь США Роберт Лансинг возобновил переговоры о покупке островов. Переговоры, продолжавшиеся до августа 1916 года, были секретными, дабы сохранить датский нейтралитет. Хотя в прессу просочились данные о переговорах, и датчане, и американцы отрицали этот факт. В 1916 году американцы и датчане достигли соглашения по вопросу о цене островов в 25 000 000 долларов. Также стоит отметить, что американцы признали права датчан на всю территорию острова Гренландия. Историк Бо Лидегаард подвергает сомнению полезность такого заявления, так как американцы никогда не оспаривали датский суверенитет.

### Ратификация
Договор был подписан 4 августа 1916 года в отеле Билтмор, в Нью-Йорке. Датскую сторону представлял министр Константин Брюн, а сторону США — госсекретарь Роберт Лансинг. 7 сентября сенат утвердил договор. 14 декабря в Дании был проведён национальный референдум по вопросу о продаже островов Соединённым Штатам. По его результатам 60 % населения островов проголосовали за вхождение в состав США, и 22 декабря датский парламент ратифицировал договор о продаже колонии. 16 января 1917 года президент США Вудро Вильсон ратифицировал договор. На следующий день стороны официально обменялись ратификационными документами. 25 января американский президент издал прокламацию касательно договора, а 9 марта подобную прокламацию издал король Дании Кристиан X.
31 марта 1917 года датский министр Константин Брюн получил ордер на 25 000 000 долларов от госсекретаря Роберта Лансинга. 1 апреля состоялась формальная процедура передачи островов Соединённым Штатам Америки, за 5 дней до вступления США в Первую мировую. 250-летняя история датских колоний на Карибах завершилась.